# Taring Padi
Taring Padi ist ein Künstlerkollektiv aus Yogyakarta, Indonesien. Die Gruppe wurde 1998 während des allgemeinen Umbruchs nach dem Sturz von Staatspräsident Suharto gegründet.
Taring Padi sind bekannt für die Herstellung von Werken mit politischen und sozial gerechten Botschaften, die sie auf Holzschnittplakate oder wayang kardus (lebensgroße Pappkartonpuppen) drucken. Daneben schaffen sie Wandbilder, Banner, Puppenspiele, Skulpturen, Straßentheateraufführungen, Punk- und Technomusik. Teile ihrer Kunst stehen in der Kritik, antisemitische Stereotype zu reproduzieren.

## Geschichte
Nach dem Sturz Suhartos besetzten Aktivisten aus dem Umfeld von Taring Padi eine verlassene Kunstschule, die sie als Wohn- und Arbeitsort für Kunst, Musik und Theater nutzten. Im Jahr 2002 wurde Taring Padi zu einem Kollektiv. Nach dem Erdbeben von Yogyakarta 2006 verlegten Taring Padi ihre Basis in ein Atelier in die Nähe von Bantul. Die Gruppe ist bei internationalen Kunstsammlern und Underground-Gemeinschaften wie der Just Seeds Artists Cooperative gut bekannt und hat auf breiter Basis international zusammengearbeitet.
Die Werke von Taring Padi wurden in zahlreichen nationalen und internationalen Ausstellungen gezeigt, darunter in der National Gallery of Indonesia in Jakarta und im 31st Century Museum in Chiang Mai. Taring Padi war auch in der Gruppenausstellung Sisa: re-use, collaborations and cultural activism from Indonesia in der Galerie der University of Technology in Sydney vertreten. Im Jahr 2004 wurde ein Film über Taring Padi von den Filmemachern Jamie Nicolai und Charlie Hillsmith, Indonesian Arts, Activism and Rock 'n' Roll, im australischen Fernsehen SBS ausgestrahlt. Taring Padi veranstalten regelmäßig Workshops und führt Projekte mit Gemeinden und nationalen und internationalen Kunst- und Politikgruppen durch. 2010 in Chiang Mai, Thailand (veranstaltet von Empty Space) und 2012 in Yogyakarta arbeiteten Taring Padi mit thailändischen und myanmarischen Künstlern an dem Projekt Under, After and In Between zusammen. Taring Padi veröffentlichte 2011 Seni Membongar Tirani (Kunst zerschlägt Tyrannei) auf Indonesisch und Englisch, das 10 Jahre Arbeit des Kollektivs umfasst, darunter Kunstwerke und wissenschaftliche Artikel. 2018 feierte Taring Padi sein 20-jähriges Bestehen mit einer Retrospektivausstellung im Yogyakarta Institute of Art (ISI).

## Künstler
- Fitriani Dwi Kurniasih
- Dodi Irwandi
- Sri Maryato
- Yusuf Mohammad
- Hestu Nugroho
- Aris Prabawa[6]
- Budhi Prakoso
- Nur Seto Setiawan
- Alexander Supartono[7]
- Lidija Triana Dewi
- Bayu Widodo[8]
- Surya Wirawan
- Dhomas Yudhistira Sugijanto

## Kontroversen

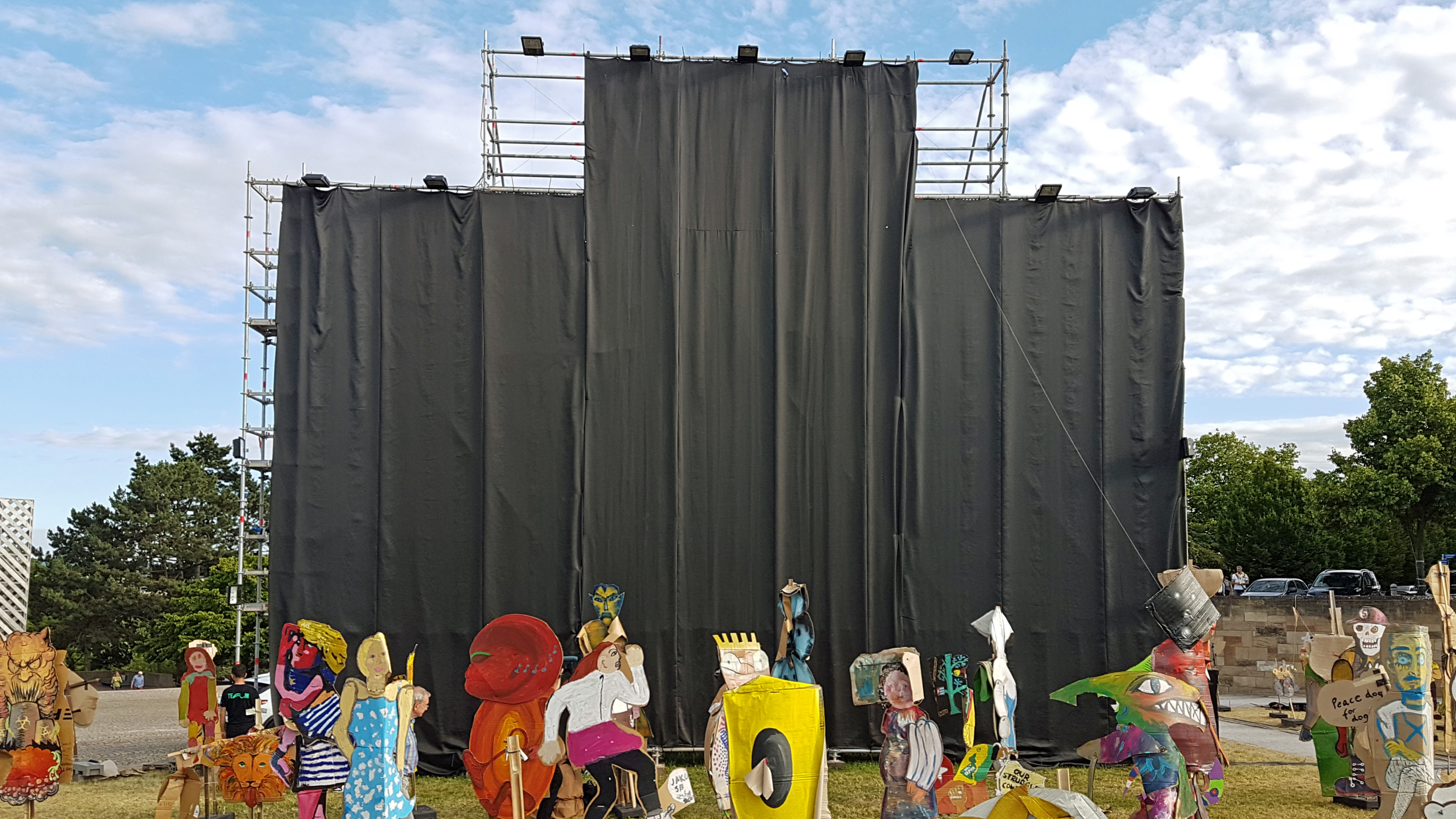
Verhülltes, weil als antisemitisch bezeichnetes Kunstwerk auf der documenta fifteen

Auf der documenta fifteen im Jahr 2022 geriet Taring Padi mit Kunstwerken in die Kritik, denen vorgeworfen wurden, antisemitische Stereotype zu beinhalteten. Die Kunstwerke wurden daraufhin überdeckt und später entfernt. Das meterhohe Gemälde People's Justice wurde von Claudia Roth, Vertretern jüdischer Organisationen, der israelischen Botschaft und anderen scharf kritisiert. Das Gemälde zeigt über 100 unterschiedliche Figuren, darunter einen Soldaten mit Schweinegesicht, mit Davidstern und dem Wort Mossad auf dem Helm. Eine andere Figur mit tierähnlichen Reißzähnen trägt Anzug und Krawatte, Ziegenbart und eine Melone mit SS-Runen. Taring Padi bestritt jegliche Antisemitismusvorwürfe. Das Gemälde sei Teil einer Kampagne gegen Militarismus und Gewalt während der Diktatur in Indonesien.
Es liegt auch eine alternative Interpretation vor, die den Versuch unternimmt, das Spiel mit Stereotypen zu erklären und konkrete Personen auf dem Bild mit Bezug auf die indonesische Geschichte wie z. B. Henry Kissinger zu identifizieren.
Taring Padi entschuldigte sich später für das Kunstwerk: „Wir haben aus unserem Fehler gelernt und erkennen jetzt, dass unsere Bildsprache im historischen Kontext Deutschlands eine spezifische Bedeutung bekommen hat.“